# Cu sen

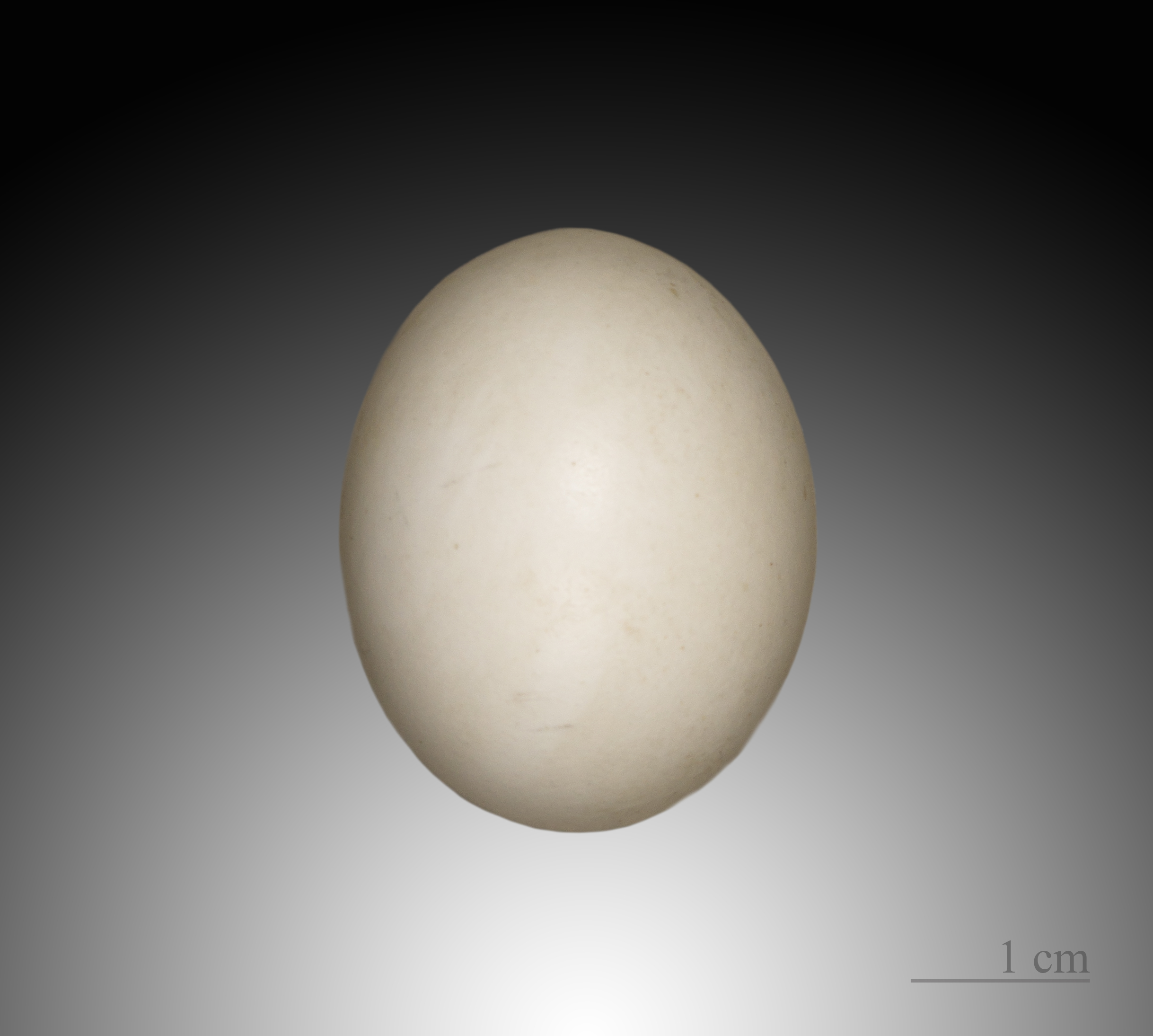
Streptopelia orientalis

Streptopelia orientalis là một loài chim trong họ Columbidae.

## Hình ảnh

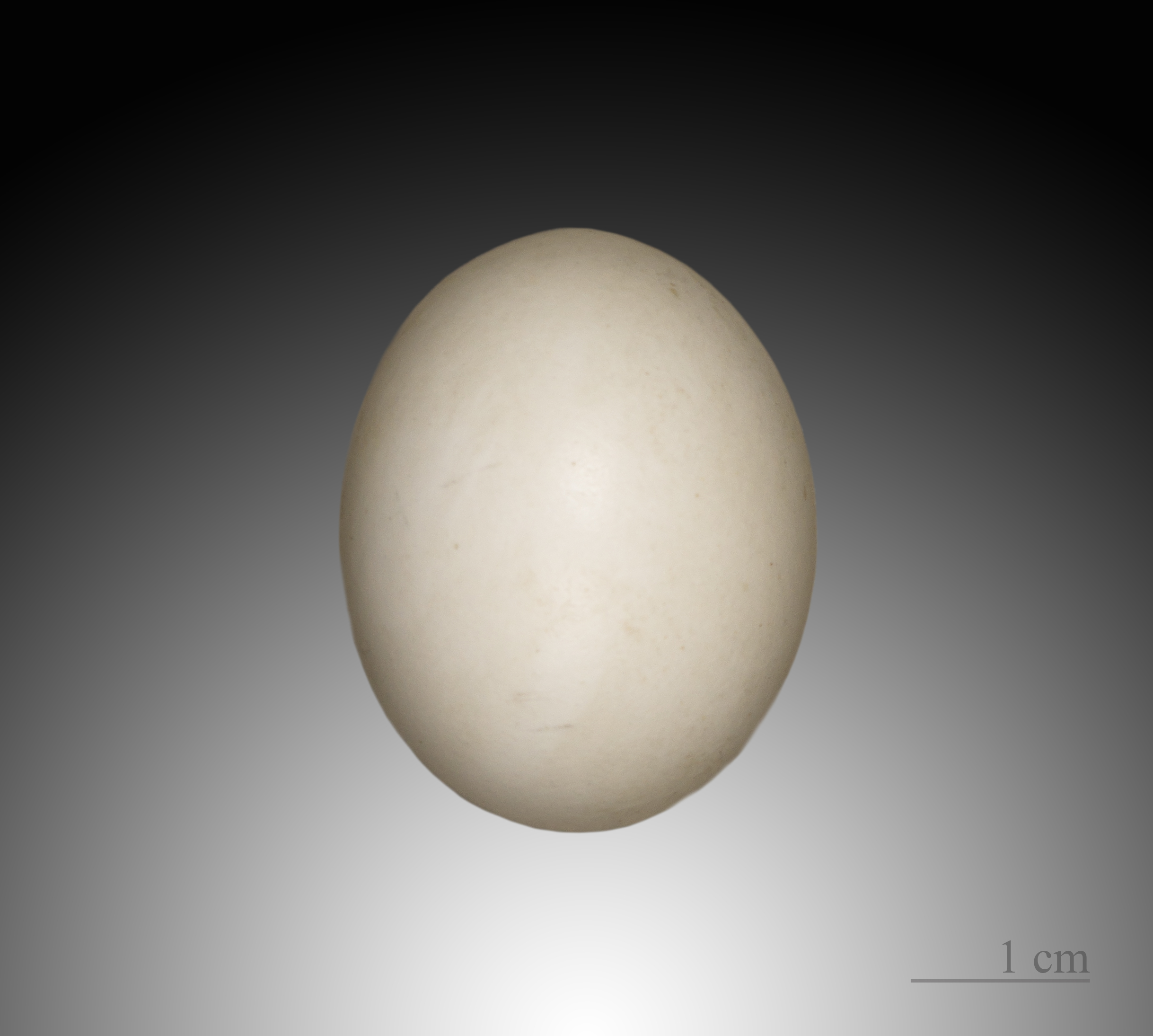
Egg of Streptopelia orientalis
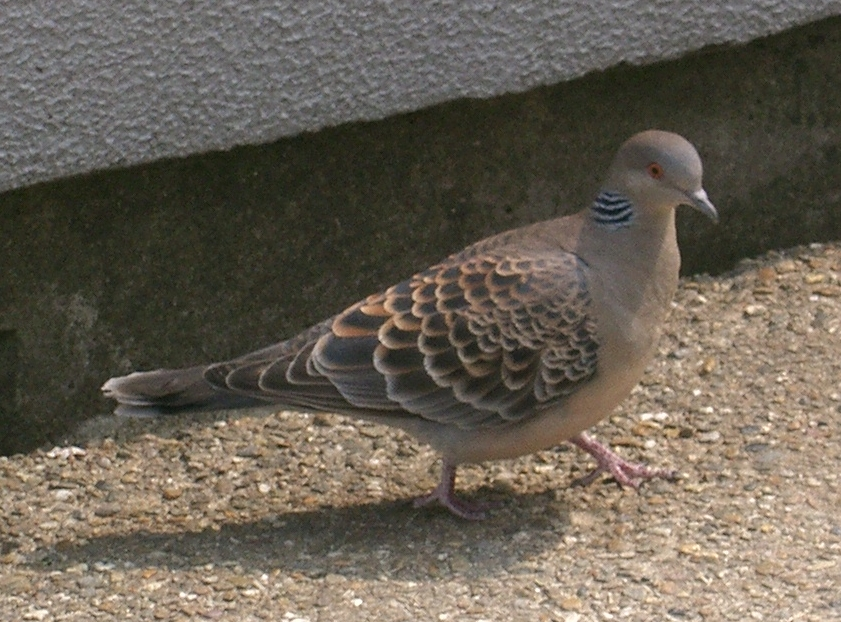
Oriental turtle dove
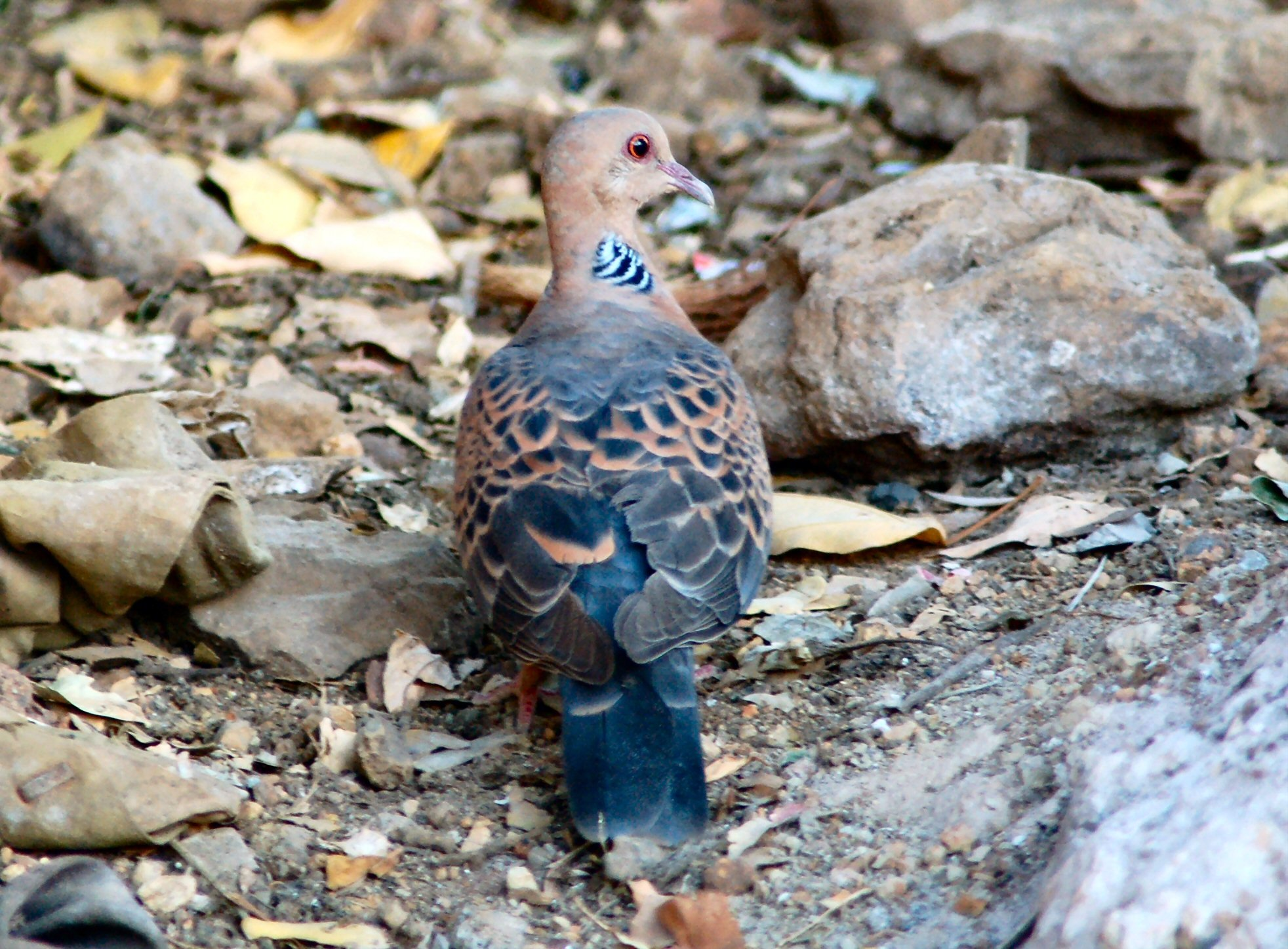
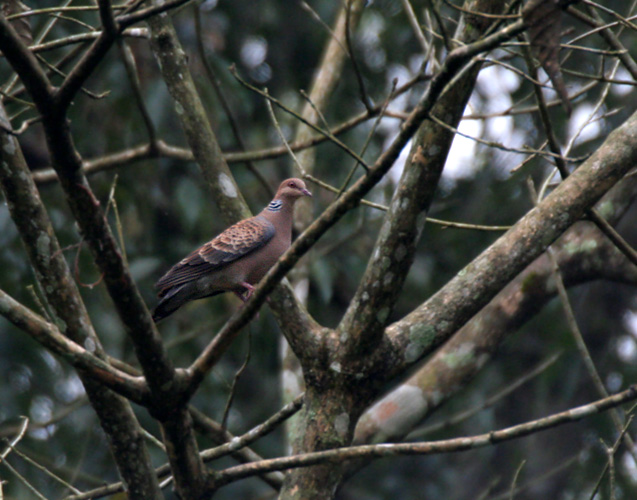
At Jayanti in Buxa Tiger Reserve in Jalpaiguri district of West Bengal, India
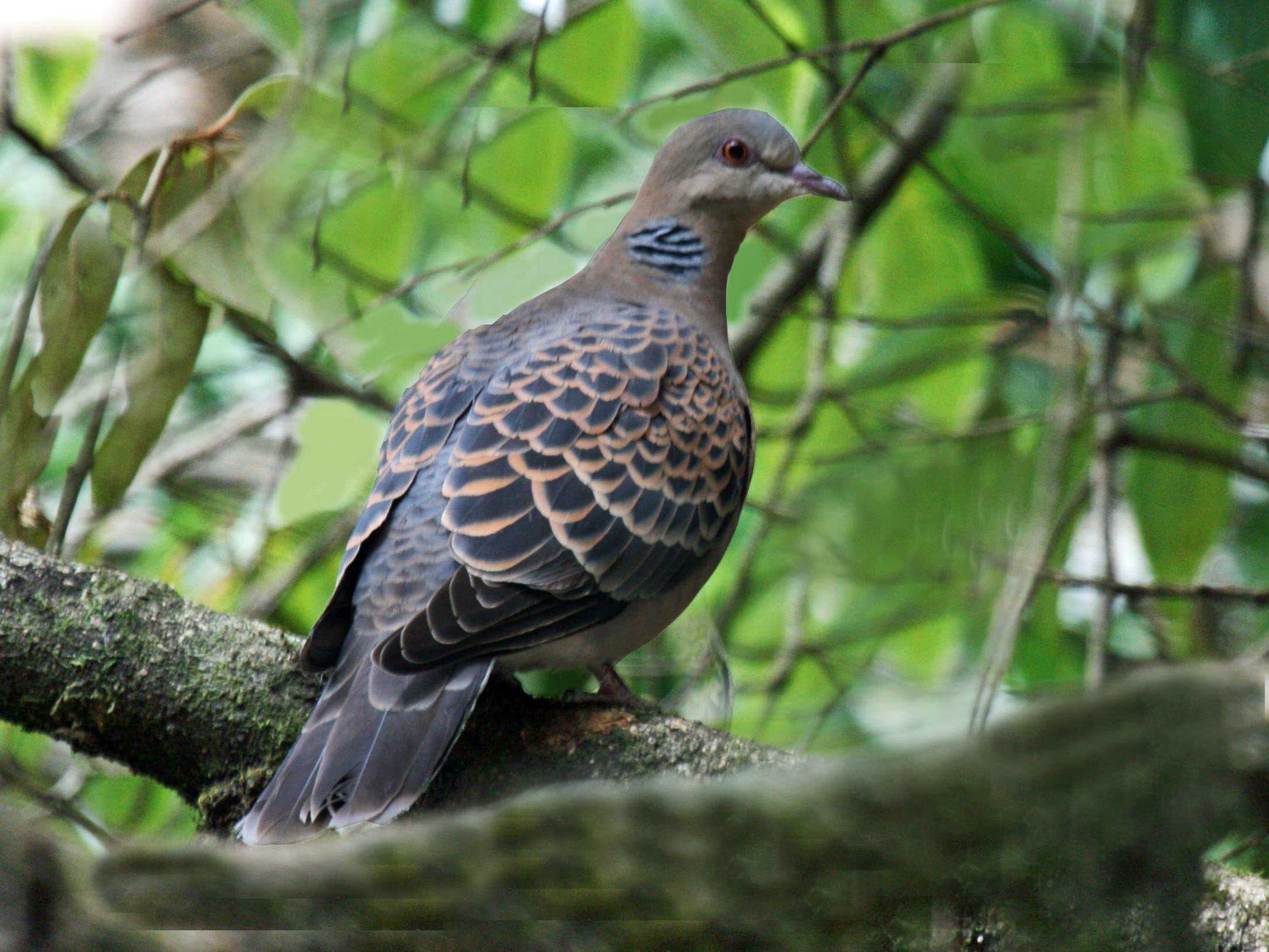
In Nepal